# Dugorepa tuna
Dugorepa tuna (Thunnus tonggol), vrsta riba iz roda Thunnus rasprostranjena u Indijskom oceanu (uključujući Crveno more) i zapadnom Pacifiku, odnosno od istočne obale Afrike do Nove Gvineje, i od Nove Gvineje na jug do Australije, i na sjever do Japana. 
Među tunama pripada u manje vrste (maksimalno 145 cm) kao što su albakora (140 cm), a manja je od nje samo crnoperajna tuna koja naraste svega do 108 cm. Najveća zabilježena težina je 35.9 kg.
Dugorepa tuna značajna je u trgovini, prodaje se svježa, sušena, dimljena, konzervirana i smrznuta.